# Фрасіну (Димбовіца)
Фрасіну (рум. Frasinu) — село у повіті Димбовіца в Румунії. Входить до складу комуни Корнешть.
Село розташоване на відстані 43 км на північний захід від Бухареста, 35 км на південний схід від Тирговіште, 98 км на південь від Брашова.

## Населення
За даними перепису населення 2002 року у селі проживала 731 особа, з них 730 осіб (99,9%) румунів. Рідною мовою 730 осіб (99,9%) назвали румунську.